# Шефрен
Шефрен (фр. Chefresne) насеље је и општина у северној Француској у региону Доња Нормандија, у департману Манш која припада префектури Сен Ло.
По подацима из 2011. године у општини је живело 307 становника, а густина насељености је износила 27,22 становника/km². Општина се простире на површини од 11,28 km². Налази се на средњој надморској висини од 250 метара (максималној 228 m, а минималној 115 m).

## Демографија
| 1962. | 1968. | 1975. | 1982. | 1990. | 1999. | 2011. |
| ----- | ----- | ----- | ----- | ----- | ----- | ----- |
| 413   | 452   | 320   | 292   | 264   | 279   | 307   |

График промене броја становника у току последњих година